# La rondine
A La rondine (A fecske) Puccini egyik háromfelvonásos operája. A darab eredetileg a bécsi Karltheater operettműhelyének megrendelésére, operettnek készült. Puccini, busás honorárium fejében is csak azzal a feltétellel fogott hozzá a komponáláshoz, hogy Olaszországban soha nem fogják bemutatni a művet.

## Szöveg és zene
Az eredeti partitúra valami egyveleg volt a Bohéméletből és a bécsi operett ismert fordulóiból; egy adag Kaméliás hölgy-gyel megfűszerezve. A helyszín Párizs, a hangulat pedig bécsi volt. Mikor Puccini kézhez kapta a szöveget, a postafordulóval vissza is küldte. A bécsiek azonban nem hagyták annyiban a dolgot, Milánóba utaztak, ahol szerződési jogaikra hivatkozva heves vitákat folytattak Puccinivel. Végül Puccini beleegyezett, hogy befejezi a darabot, azzal a feltétellel, hogy a szövegkönyvet, jól bevált librettistája Adami fogja írni. 
Adami nem kis munka árán átdolgozta az operettet, könnyű lírai operává, megtartva annak eredeti semmitmondó témáját és szentimentális, felületes hangulatát. Puccininak azonban továbbra sem tetszett a szöveg, ezért nehezen haladt a komponálással. A háború előhaladtával azonban Puccini nemkívánatos személy lett Bécsben, a Sonzogno cég azonban megvette a bécsi szerződést, így miután Puccini végre 1916 nyarán befejezte a komponálást, elkezdődhetett a felkészülés a bemutatásra. 
A Fecskét végül semleges helyen, Monte-Carlóban mutatták be 1917. március 27-én. Ez volt az egyetlen olyan bemutató, amelyen Puccini személyesen nem vett részt.
Zeneileg végül a mű nem lett operett, de opera sem, hanem valami a kettő között.

## Szerepek
| Szerep                                                                                                  | hangtípus         | Ősbemutató előadói, 1917. március 27. (Karmester: Gino Marinuzzi) |
| --- | ----------------- | ----------------------------------------------------------------- |
| Magda de Civry                                                                                          | szoprán           | Gilda dalla Rizza                                                 |
| Lisette, szolgálólány                                                                                   | szoprán           | Ines Maria Ferraris                                               |
| Ruggero Lastouc                                                                                         | tenor             | Tito Schipa                                                       |
| Prunier, költő                                                                                          | tenor             | Francesco Dominici                                                |
| Rambaldo Fernandez, Magda pártfogója                                                                    | bariton           | Gustave Huberdeau                                                 |
| Périchaud                                                                                               | bariton / basszus |                                                                   |
| Gobin                                                                                                   | tenor             |                                                                   |
| Crébillon                                                                                               | basszus/bariton   |                                                                   |
| Rabonnier                                                                                               | bariton           |                                                                   |
| Yvette                                                                                                  | szoprán           |                                                                   |
| Bianca                                                                                                  | szoprán           |                                                                   |
| Suzy | mezzo-szoprán     |                                                                   |
| komornyik                                                                                               | basszus           |                                                                   |
| A hang                                                                                                  | szoprán           |                                                                   |
| polgárok, diákok, festők, elegáns hölgyek és urak, munkásnők, virágárus és táncos lányok, felszolgálók. |                   |                                                                   |

## Cselekmény
Helyszín: Párizs
Idő: Valamikor a 19. században
Egy elkényeztetett demimonde szalonjába egy naiv vidéki fiú téved be. A fiatalok egymásba szeretnek és megszöknek a gazdag házból. Romantikus idilli jelenet következik a Bulier mulatóban sok valcerrel. A lány úgy érzi megtalálta az igazi szerelmét és szabadnak érzi magát mint egy fecske. A fiatal pár a világ elől egy kis házikóba bújik. Nemsokára a fiú anyja levelet ír nekik és abban a hitben, hogy a fia egy szűzies, tiszta lánnyal készül házasságra áldását adja rájuk és születendő gyermekeire. Ekkor a lány ráeszmél, hogy ő nem méltó a fiúhoz és visszatér a bűnös életbe. A fiú miután megtudja, hogy elhagyták lelkileg összetörik.

## Diszkográfia
Angela Gheorghiu (Magda), Roberto Alagna (Ruggero), William Matteuzzi (Prunier), Inva Mula (Lisette) stb.; London Voices, Londoni Szimfonikus Zenekar, vez.: Sir Antonio Pappano (1996) EMI 6 40748 2